# В тени меча
«В тени меча» (латыш. Zobena ēnā) — советский кинофильм 1976 года, историческая драма. Другой вариант названия — «Под страхом меча».

## Сюжет
1620 год. Турайда, замок недалеко от Зигвальда. По всей стране свирепствуют голод, чума и грабежи толп наёмников. Внучка старой Качи — красавица Майя, прозванная Турайдской Розой, прислуживает в замке. Её хозяйка — дочь владельца Хелена-Шарлотта.
Находящийся в замке командир наёмников Якубовский домогается любви Майи, но у девушки есть жених — простой сельский парень Касперс. Не желая позора, Турайдская Роза предпочла смерть бесчестию.

## Дополнительные факты
Первоначально предполагалось снимать фильм по пьесе Райниса «Любовь сильнее смерти», но в процессе работы сценарий значительно отклонился от оригинала. Было решено ставить самостоятельную киноленту на тему легенды о Турайдской Розе.

## В ролях
- Индра Брике — Майя
- Леонид Грабовскис — Касперс
- Гирт Яковлев — Якубовский
- Алфредс Яунушанс — Патер
- Интс Буранс — владелец замка
- Велта Страуме — Хелена-Шарлотта
- Эугения Шулгайте — Кача, старая крестьянка (дублировала Мария Призван-Соколова)
- Аквелина Ливмане — мать Майи
- Арийс Гейкинс — Дудиниекс
- Айварс Силиньш — жених

## Съёмочная группа
- Автор сценария: Имантс Кренбергс
- Режиссёр: Имантс Кренбергс
- Операторы: Андрис Селецкис, Ивар Селецкис
- Художник: Улдис Паузерс
- Композитор: Паулс Дамбис